# Кемелбаева, Айгуль
Айгуль Кемелбаева — казахская писательница, член Союза писателей Казахстана (с 2001.). Автор 3-х книг прозы и 2 книги-эссе. Опубликовано более 300 литературоведческих статей. Лауреат 23 различных литературных премий.
Живёт и работает в Астане. Дети: двое дочерей. 
6 ноября 2019 года в университете Мугла (Muğla Sıtkı Koçman Üniversitesi), Турция магистрант Симге Солак защитила дипломную работу по прозе писательницы.

## Образование
- 1984—1987 гг. — Казахский национальный университет имени Аль-Фараби (г. Алматы), специальность — журналист.
- 1989—1994 гг. — Московский Литературный институт имени М.Горького.
- Семинар прозы А. Г. Битова и Л. А. Бежина.

## Книги
1. «Жетінші құрылыққа саяхат», («Путешествие на седьмой материк»), повесть (1986), тираж 10 000. Издательство «Жалын», Алматы.
2. «Тобылғысай» («Ложбина, поросшая таволгой»), сборник рассказов, (2001). Издательство «Елорда» , Астана, тираж 2000.
3. «Мұнара» («Башня»), роман (2003), «Современный казахстанский роман», изданный фондом Сорос-Казахстан, Алматы, 1000 экземпляров.
4. «Мәжнүн жүрек» («Меджнун-сердце») (2013), Сборник эссе. Изд. «Алаш», Алматы, 2000 экз.
5. «Сөз хикмет», (2016), Сборник эссе. Изд. «Дәстүр», Алматы, 2000 экз.
6. В сборнике: «Независимый Казахстан. Антология современной литературы» в 3-х томах. 2 том. «Моих степей полынная звезда», (рассказ «Конырказ»). Изд. «Художественная литература», Москва, 2013. Тираж 1000.
7. В сборнике: «Расул Гамзатов и мировая художественная система», Махачкала, 2013. 2 эссе — «Летописец Дагестана. О книге Расула Гамзатова „Мой Дагестан“»; «Поэзия Расула Гамзатова. Магический полет журавлей».
8. Atayurttan Oykuler-Kazakistan. Huzun kusagi. Yayimlayan. Анкара, 2016. «Молитва», рассказ, перевод Малика Отарбаева.
9. «Gluckliche Wirkungen» Eine literarisce Reise in bessere Welten. Международный сборник рассказов. Германия, Берлин. «Die Schneiderin» («Портниха»). Перевод Тансулу Ракымбаевой.
10. «Жүректен жүрекке» («Из сердца в сердце»), Сборник, выпущенный по поддержке Гёте-Института, изд. «Атамұра», 2017.
11. «Ереймен и Акынай», «Шашты», рассказы. Перевод с казахского на немецкий язык Т. Рахымбаевой, С. Ашировой, отредактировал Герт Хайденрайх.
12. «Проза современных казахских писателей». Антология, переведенная на 6 языков ОНН. 2019 г. «Кокенай и Калкаман», рассказ.

Зарубежные периодические издания:
1. «Ulu Ginar», № 3.2015. Республика Азербайджан. («Конырказ», рассказ).
2. «Words Without Borders», журнал, январь, 2018. Нью-Йорк. «The Nanny», отрывок из романа. Перевод с казахского на английский язык Зауре Батаевой, отредактировала Shelley Fairweather-Vega.[1]

## Сценарий
Автор сценария художественного фильма по мотивам рассказа Магжана Жумабаева «Грех Шолпан» — «Куна» (АО «Казахфильм», 2005 г., режиссёр-постановщик Болат Шарип).
Документальные фильмы: «Султан Оразалы» (2011), «Сулеймен Ескараев» (2012), «Жиембет» (2014).

## Литературные премии
- 1983 г. — Закрытый конкурс издательства «Жалын» для детской и юношеской литературы, ІІ премия.
- 1996 г. — Лауреат конкурса Сорос-Казахстан-Дебют.
- 1997 г. — Творческий конкурс, посвященный к 100-летию Мухтара Ауезова, ІІІ премия.
- С 1999 г. — Неоднократный лауреат Государственный стипендии учрежденной Первым Президентом Республики Казахстан Н. А. Назарбаевым.
- 2000 г. — Лауреат Государственной молодёжной премии «Дарын» по литературе.
- 2002—2003 гг. — Лауреат премии закрытого конкурса «Современный казахстанский роман».
- 2008 г. — II премия международного конкурса Махмуд Кашкари по Казахстану. Рассказ «Ереймен и Акынай». Турция.
- 2012 г. — II премия международного конкурса Махмуд Кашкари по Казахстану. Рассказ «Арзу». Турция.
- 2012 г. — Международный литературный конкурс имени Виктора Шнитке. Диплом I степени. В номинации «Литературоведческие работы о литературе российских немцев». Россия.
- 2016 г. — II премия международного конкурса Махмуд Кашкари по Казахстану. Рассказ «Алаколь». Турция.
- 2018 г. — «Темірше», рассказ. Главный приз республиканского конкурса малой прозы общественного фонда «Темірбек Қараұлы Жүргенов».